# Baltasar Sangchili
Baltasar Sangchili, né Baltasar Belenguer Hervás le 10 octobre 1911 à Torrent, près de Valence et mort le 2 septembre 1992 , est un boxeur espagnol.

## Biographie
Le 31 janvier 1932 à Valence, il perd le titre poids mouches du Levant espagnol en étant disqualifié après avoir frappé illégalement Juan Castello, son adversaire, au cou. Le 22 avril 1933, il gagne le titre de champion d'Espagne poids coqs contre Carlos Flix. Il devient aussi plus tard champion d'Europe poids coqs.
Le 17 juin 1934, il bat aux points le Tunisien Young Perez aux arènes d'Eckmühl à Oran. En août de la même année, il dispute le titre de champion d'Europe contre Nicolas Petit-Biquet, sa « bête noire », qui gagne le match. Le 1er juin 1935, Sangchili devient champion du monde IBU poids coqs en battant Panama Al Brown à Valence, lors d'une rencontre arbitrée par le Français René Schemann,. Il devient ainsi le premier champion du monde de boxe espagnol.
Après la boxe, il devient entraineur dans sa salle à Torrent.
Hospitalisé le 24 août 1992 à la suite d'un accident domestique, il meurt le 2 septembre 1992.